# К-154 «Тигр»
К-154 «Тигр» — российская многоцелевая атомная подводная лодка проекта 971 «Щука-Б», заводской номер 833.

## История строительства
10.05.1989 заложена в цехе № 50 ПО «Севмашпредприятие» в гор. Северодвинске как большая атомная подводная лодка.
31.01.1991 зачислена в списки кораблей ВМФ.
27.07.1991 приказом ГК ВМФ присвоено наименование «Тигр».
03.05.1992 переклассифицирована в атомную крейсерскую подводную лодку.
26.07.1993 спущена на воду (выведена из дока).
29.12.1993 вступила в строй.

## История службы
1995 выполнила задачи боевой службы с экипажем плак «Волк» под командованием кап. 2 ранга Буриличева А. В.
1995 выполнила задачи боевой службы с экипажем плак «Волк» под командованием кап. 1 ранга Буриличева А. В.
1998 по 2002 на ФГУП ПО «Севмашпредприятие» прошла аварийно-восстановительный ремонт паротурбинной установки. Экипаж временно подчинен 339-й обрремпл Бе ВМБ.
01.06.2002 возвращена в состав 24-й дпл 12-й Эскпл СФ с прежним местом базирования.
2003 выполнила задачи боевой службы.
2006 выполнила задачи боевой службы.
По данным на 14 августа 2020 года, АПЛ «Тигр» проходила ремонт и модернизацию на заводе «Нерпа» под ракетный комплекс «Калибр»; сроком окончания работ назывался 2023 год.

## Командиры
1. А. Н. Главнов (20.04.1991 — 30.01.1996);
2. В. М. Воротников (30.01.1996 — 11.10.1998);
3. С. Е. Кавлис (11.10.1998 — 27.05.1999);
4. А. Н. Сорокин (20.07.1999 — 22.05.2005);
5. А. Н. Коновалов (22.07.2005 — 07.11.2008);
6. П. И. Булгаков (07.11.2008 — 2013?).